# Penn Plaza East
El complejo Penn Plaza East toma su nombre por su ubicación cerca de Penn Station en Newark, Nueva Jersey. Frente a Raymond Boulevard, a orillas del río Passaic, los dos edificios de oficinas se construyeron durante un período a fines de la década de 1980 y principios de la de 1990, cuando ellos y numerosos rascacielos posmodernos se construyeron cerca de la estación y Gateway Center. Mientras que otros edificios fueron construidos entre la estación y el Downtown de Newark, el Penn Plaza East está en el lado de Ironbound, o este, del principal centro de transporte. A partir de 2010, los edificios están ocupados por la sede corporativa de New Jersey Transit, JOC Group y Horizon Blue Cross Blue Shield de Nueva Jersey, que es propietaria de su edificio.
Originalmente desarrollado y propiedad de Hartz Mountain Industries Un edificio fue posteriormente comprado por Horizon Blue Cross Blue Shield de Nueva Jersey.
Las dos torres se encuentran sobre un estacionamiento de cuatro pisos y un vestíbulo que las une. Se desarrollará un área de estacionamiento adicional a la sombra del Dock Bridge como parte del Newark Riverfront Park, un paseo a lo largo de las orillas del río.